# HMS L55
Pour les articles homonymes, voir L55.
Le HMS L55 est un sous-marin britannique de classe L construit pour la Royal Navy par Fairfield Shipbuilding and Engineering Company à Govan, sur la Clyde. Sa quille fut posée le 21 septembre 1917. Il fut mis en service le 19 décembre 1918.
En 1919, le L55 a été coulé dans la mer Baltique par des navires bolcheviks alors qu’il servait dans le cadre de l’intervention alliée dans la guerre civile russe. Le sous-marin a été renfloué en 1928 et réparé par les Soviétiques. Après avoir été utilisé pour la formation, il a finalement été mis au rebut dans les années 1950.

## Conception
Le HMS L52 et les navires de classe L qui l’ont suivi ont été modifiés pour maximiser le nombre de tubes lance-torpilles de 21 pouces (533 mm) emportés dans l’étrave. Ces sous-marins avaient une longueur totale de 71,6 m, un maître-bau de 7,2 m et un tirant d'eau moyen de 4 m. Ils avaient un déplacement de 929 tonnes en surface, et 1 106 tonnes en immersion. Les sous-marins de classe L avaient un équipage de 44 officiers et matelots. Leur profondeur de plongée était de 150 pieds (45,7 m).
Pour la navigation en surface, ces navires étaient propulsés par deux moteurs Diesel Vickers à 12 cylindres de 1 200 ch (895 kW), chacun entraînant un arbre d'hélice. En immersion, chaque hélice était entraînée par un moteur électrique de 600 ch (447 kW). Ils pouvaient atteindre la vitesse de 17 nœuds (31 km/h) en surface et 10,5 nœuds (19,4 km/h) sous l’eau. En surface, la classe L groupe 3 avait un rayon d'action de 4 200 milles marins (7 800 km) à 10 nœuds (19 km/h).
Les navires étaient armés de six tubes lance-torpilles de 21 pouces dans l’étrave. Ils transportaient huit torpilles de recharge et un total de douze torpilles. Ils étaient également armés de deux canons de pont de 4 pouces (102 mm).

## Engagements

### Service britannique
Le HMS L55 était basé à Tallinn, en Estonie, dans le cadre de l’escadre de combat balte qui soutenait les pays baltes en lutte pour leur indépendance. Le 9 juin 1919, dans la baie de Koporie, dans le golfe de Finlande, le L55 attaqua deux destroyers / mouilleurs de mines bolcheviques de classe Orfey de 1 260 tonnes, le Gavriil et le Azard. Le HMS L55 manqua ses cibles et fut forcé d’entrer dans un champ de mines posé par les Britanniques. Des sources soviétiques déclarent que le Azard l’avait coulé par ses tirs. Si c’est le cas, le L55 serait le seul sous-marin britannique à avoir été coulé par des navires soviétiques hostiles.

### Récupération
L’épave a été retrouvée en 1927 par des dragueurs de mines soviétiques. Les Soviétiques l’ont renflouée le 11 août 1928. Comme les Soviétiques refusaient d’autoriser tout navire de guerre britannique dans leurs eaux territoriales, les restes des 34 membres d’équipage furent envoyés au Royaume-Uni sur le navire marchand britannique Truro avant d’être transférés sur le HMS Champion. L’équipage a été enterré le 7 septembre 1928 dans une tombe commune au cimetière marin royal de Haslar à Portsmouth.  

### Service soviétique
Le bateau a été reconstruit par Baltic Works à Leningrad. Le coût de reconstruction (1 million de roubles) fut financé par une souscription publique comme « une réponse à Chamberlain ». Il est remis en service le 7 août 1931 en tant que sous-marin soviétique avec le même numéro (Л-55). Plus tard, il a été nommé Bezbozhnik (« athée ») et a été utilisé comme base pour la conception des sous-marins soviétiques de classe Leninets. Le L55 a été utilisé pour l’entraînement jusqu’au début de la Seconde Guerre mondiale jusqu'à ce qu'il soit endommagé dans un accident au début de 1941. Il a été mis au rebut en 1953 ou peut-être en 1960.